# Wiktor Sawczenko
Wiktor Hryhorowycz Sawczenko (ukr. Віктор Григорович Савченко, ros. Виктор Григорьевич Савченко, ur. 17 września 1952 we wsi Atamań w rejonie geniczeskim) – ukraiński bokser walczący w reprezentacji Związku Radzieckiego, dwukrotny medalista olimpijski, później profesor nauk o kulturze fizycznej i deputowany do Rady Najwyższej Ukrainy.
Był bokserem obdarzonym bardzo silnym ciosem, który wiele walk wygrywał przed czasem. Rywalizował z Jerzym Rybickim, z którym czterokrotnie spotykał się na wielkich imprezach, wygrywając trzy razy.
Zdobył srebrny medal w wadze lekkośredniej (do 71 kg) na mistrzostwach Europy w 1975 w Katowicach po wygraniu trzech walk i porażce w finale z Wiesławem Rudkowskim.
Na letnich igrzyskach olimpijskich w 1976 w Montrealu pokonał przez nokaut Pierangelo Pirę z Włoch i ówczesnego wicemistrza świata Alfredo Lemusa z Wenezueli, a w półfinale przegrał z późniejszym złotym medalistą Jerzym Rybickim. Zdobył tym samym brązowy medal.
Zwyciężył na mistrzostwach Europy w 1977 w Halle, wygrywając w półfinale z Rybickim i w finale z Markusem Intlekoferem z RFN. Zdobył następnie złoty medal na mistrzostwach świata w 1978 w Belgradzie, gdzie w półfinale ciężko znokautował Rybickiego, z w finale wygrał z Luisem Felipe Martínezem z Kuby.
Na mistrzostwach Europy w 1979 w Kolonii Sawczenko wygrał dwa pierwsze walki przed czasem w 1. rundzie, a w półfinale uzyskał walkower od Markusa Intlekofera. W finale przegrał na punkty z Miodragiem Perunoviciem z Jugoslawii.
Wystąpił w wadze średniej (do 75 kg) na igrzyskach olimpijskich w 1980 w Moskwie. Wygrał trzy walki przed czasem i w półfinale po raz kolejny zmierzył się z Rybickim. Walka była wyrównana, ale w ostatniej rundzie Rybicki doznał kontuzji łuku brwiowego i sędzia zakończył pojedynek ogłaszając zwycięstwo Sawczenki. W finale Sawczenko został pokonany przez Kubańczyka José Gómeza, zdobywając srebrny medal.
Wiktor Sawczenko był mistrzem ZSRR w wadze lekkośredniej w 1977 i w wadze średniej w 1980, a także brązowym medalistą w wadze średniej w 1979.
Zakończył karierę w 1982. Stoczył 271 walk, z których wygrał 241. Po zakończeniu kariery rozpoczął pracę w Państwowym Instytucie Kultury Fizycznej i Sportu w Dniepropietrowsku, gdzie uzyskał doktorat w 1989 i habilitację w 1997. Był również rektorem tego instytutu.
W latach 19941998 był deputowanym do Rady Najwyższej Ukrainy II kadencji, w której przewodniczył komisji sportu i kultury fizycznej.